# Bad Boys – Mindörökké rosszfiúk
A Bad Boys – Mindörökké rosszfiúk (eredeti cím: Bad Boys for Life) 2020-ban bemutatott amerikai akció-filmvígjáték Adil El Arbi és Bilall Fallah rendezésében. A forgatókönyvet Chris Bremner, Peter Craig és Joe Carnahan írta. A főszerepben Will Smith és Martin Lawrence látható. A film a Bad Boys-filmsorozat – Bad Boys – Mire jók a rosszfiúk? (1995) és a Bad Boys 2. – Már megint a rosszfiúk (2003) – harmadik része.
Az Amerikai Egyesült Államokban 2020. január 17-én mutatta be a Columbia Pictures, míg Magyarországon egy nappal hamarabb szinkronizálva, január 16-án jelent meg a InterCom Zrt. forgalmazásában.
A harmadik Bad Boys film elkészítését a második rész sikere után megvitatták. Az eredeti rendező, Michael Bay kijelentette, hogy érdekli a film és visszatérne, de a költségvetési korlátok ezt megnehezítik. A film a következő évtized során több fejlesztési kísérleten ment keresztül, különféle írókkal és rendezőkkel együtt. Végül, 2018 októberében, a projektet hivatalosan bejelentették, majd a forgatásra 2019. január és június között került sor Atlantában és Miamiban.
A film általánosságban pozitív értékeléseket kapott a kritikusoktól. A Metacritic oldalán a film értékelése 59% a 100-ból, ami 42 véleményen alapul. A Rotten Tomatoeson a Bad Boys – Mindörökké rosszfiúk 76%-os minősítést kapott, 181 értékelés alapján. Bevételi szempontból 419,1 millió dollárt gyűjtött összesen világszerte, így a 90 milliós költségvetését jóval meghaladta.
A film végigköveti Lowrey és Burnett nyomozó újraegyesülését, amikor egy mexikói maffiafőnök özvegye bosszút tervez Mike ellen. Ezen utolsó küldetés után a duó megfogadja, hogy hivatalosan is nyugdíjba vonul.

## Cselekmény
2020-at írunk; a miami nyomozó, Marcus Burnett (Martin Lawrence) éppen tanúja az unokája születésének, ám elmondja társának, Mike Lowrey nyomozónak (Will Smith) a szándékait, hogy hamarosan nyugdíjba fog vonulni. Egy ünnepi parti után, Mike-ot ötszörösen meglövi egy Armando nevű bérgyilkos. Armando nemrégiben segített édesanyja, Isabel Aretas megszöktetésében, akit a Mexikói-fegyházban tartottak fogva. Isabel azzal bízta meg fiát, hogy ölje meg az összes férfit, beleértve Mike-t is, akik felelősek az Aretas-kartell bukásáért, ami miatt a férje is börtönbe került, majd később meghalt. Annak ellenére, hogy utoljára kellett volna hagynia Mike-ot, Armando először őt vette célpontul, mivel őt látta a legnagyobb veszélynek a terveiknél. Armando az elkövetkező hat hónapban minden más felelős meggyilkolására törekszik, míg Mike majdnem teljesen felépül. Mike Marcus segítségét kéri a bérgyilkos elkapásában, de Marcus a könyörgés ellenére úgy dönt, hogy nyugdíjba vonul, mivel Mike halálának közeli tapasztalata után imádkozott Istenhez, hogy ha Mike túléli, soha többé nem követ el erőszakot. Ez a döntés némi kiesést okoz a két barát között.
Howard kapitány parancsai ellenére Mike megtudja annak a fegyverkereskedőnek a nevét, aki eladta a gyilkossági kísérletében használt lőszereket; Booker Grassie. Howard vonakodva, de csak tanácsadóként küldi Mike-ot az Advanced Miami Metro Operations (AMMO) nevű szervezethez, amelyet Mike ex-barátnője, Rita vezet. A csapat üzleti megállapodásra jut Grassie-vel kapcsolatosan, hogy bizonyítékokat szerezzenek róla, ám amikor Mike látja, hogy a vásárlók Grassie-t megölni szándékozzák, Mike megpróbálja megmenteni őt, de nem sikerül. Nem sokkal később Marcus hívást kap egy régi besúgótól, aki fél, mert mindenkit, aki megvédte őt, meggyilkolták és most Marcus segítségét kéri. Marcus felveszi Mike-ot, majd a férfi által megadott helyhez sietnek, de a gyilkos kihajítja az emeletről,  a férfi meghal, ahogy Marcus feleségének kocsijára esik. Mike közelharcba keveredik Armandóval, és úgy tűnik, felismeri a szemét, majd Armando elmenekül.
Valamikor később Howard kapitány azt mondja Mike-nak, hogy ideje lenne neki is visszavonulni, mielőtt megölik. Ezt követően Armando orvlövészpuskával öli meg Howard-ot. A kapitány temetése után Marcus úgy dönt, hogy utoljára segít Mike-nak. Marcus az AMMO segítségét kéri Grassie könyvelőjének kihallgatására, hogy megtalálják, kinek adták el a lőszert. Marcus egy kulcsfontosságú gyanúsítottat Zway-Lo-ként (Nicky Jam) azonosít, akinek korábban Marcus volt a kosárlabda edzője. Mike, Marcus és az AMMO üldözőbe veszik, de Armando megállítja őket egy híd felett lebegő helikopterről lőve. Armando megöli Zway-Lo-t a létrán, hogy aztán eltalálhassa Mike-ot. Mielőtt lelőné, Armando azt mondja: "Hasta el fuego". Azonban Marcus idejében a helikopterre lő, így Mike a folyóba ugrik és megmenekül.
Mivel az AMMO csapatát a közelmúltbeli kudarcuk miatt felfüggesztik, Mike négyszemközt elmagyarázza Marcusnak, hogy Armando a biológiai fia; mielőtt ő és Marcus partnerek lettek volna, Howard kapitány az akadémiából toborozta, hogy beszivárogjon a mexikói Aretas-kartellbe. Mélyreható titkos kapcsolatban állt Isabell-lel, ami Armando születéséhez vezetett, mivel a férje steril volt, és ők mondták mindig egymásnak a "Hasta el fuego" mondatot. Annak ellenére, hogy megígérte, elmenekül vele, Mike végül letartóztatta, és börtönbe juttatta (ahonnan a nő később megszökött).
Mike úgy dönt, hogy Mexikóvárosba megy egyedül szembeszállni vele, de Marcus és az AMMO a tiltakozása ellenére kíséri. Az elhagyatott Hidalgo palotában Mike leszidja Isabelt, amiért nem mondta el neki az igazságot Armandóról és hogy bérgyilkossá tette. Lövöldözés következik az AMMO tagjai és Isabel emberei között, amely akkor ér véget, amikor Marcus lelövi Isabel helikopter pilótáját, ami aztán az épületbe zuhan és lángokba teríti a földszintet.
Miközben Marcus rövid ideig feltartja Isabelt, Mike megpróbálja meggyőzni Armandót, hogy ő az apja. Armando addig nem hajlandó elhinni, míg Mike nem követeli Isabeltől, hogy erősítse meg. Isabel Mike-ra lő, ám Armando a golyó elé áll, majd Rita lelövi Isabelt, aki a lángokba zuhan. Mindannyian elmenekülnek az égő épületből, majd Mike elmondja Armandónak, hogy meg kell fizetnie a bűncselekményeiért, viszont mindig ott lesz neki.
Később Ritát nevezik ki új rendőrkapitánynak, miközben Mike és Marcus a nyugdíjba vonulásukat tervezik, helyükre pedig az AMMO kerülne. Később Mike meglátogatja a bűnbánatban lévő Armandót a börtönben és a segítségét kéri egy új ügyben, a börtönbüntetése csökkentésének érdekében.

## Szereposztás
| Szereplő                                           | Színész           | Magyar hang         |
| -------------------------------------------------- | ----------------- | ------------------- |
| Mike Lowrey nyomozó                                | Will Smith        | Kálid Artúr         |
| Marcus Burnett nyomozó                             | Martin Lawrence   | Kálloy Molnár Péter |
| Rita Secada, az AMMO vezetője, Mike volt barátnője | Paola Núñez       | Laurinyecz Réka     |
| Kelly                                              | Vanessa Hudgens   | Bogdányi Titanilla  |
| Dorn                                               | Alexander Ludwig  | Novkov Máté         |
| Rafe                                               | Charles Melton    | Jéger Zsombor       |
| Isabel Aretas                                      | Kate del Castillo | Szabó Gabi          |
| Armando Aretas                                     | Jacob Scipio      | Fehér Tibor         |
| Lorenzo "Zway-Lo" Rodríguez                        | Nicky Jam         | Szabó Simon         |
| Conrad Howard kapitány                             | Joe Pantoliano    | Kassai Károly       |
| Theresa Burnett, Marcus felesége                   | Theresa Randle    | Orosz Helga         |
| Megan, Marcus lánya                                | Bianca Bethune    | Lamboni Anna        |
| Reggie, Megan vőlegénye                            | Dennis Greene     | Gyurin Zsolt        |
| Lee Taglin                                         | Massi Furlan      | Haagen Imre         |
| MC vendég                                          | Michael Bay       | Bartók László       |
| Manny, a hentes                                    | DJ Khaled         | Vajda Milán         |

## A film készítése

### Előkészületek
Michael Bay (az első két Bad Boys-film rendezője) 2008 júniusában kijelentette, hogy ő rendezheti a Bad Boys 3. részét, de a lehetséges folytatás legnagyobb akadálya a költségvetés, mivel ő és Will Smith a legmagasabb fizetést igénylik a filmiparban. 2009 augusztusában a Columbia Pictures felkérte Peter Craig-et a Bad Boys 3. forgatókönyvének megírására. 2011 februárjában Martin Lawrence bejelentette, hogy a film előkészületben van. 2014 júniusában a Bruckheimer bejelentette, hogy a forgatókönyvíró, David Guggenheim dolgozik a legújabb folytatás sztoriján. Két hónappal később Lawrence elárulta, hogy a forgatókönyv elkészült és kiosztották a szerepeket is. 2015 júniusában Joe Carnahan rendező már előzetes tárgyalásokat folytatott a film megírásáról és esetleges megrendezéséről. 2015 augusztusában a Sony Pictures Entertainment bejelentette, hogy a Bad Boys 3. a tervek szerint 2017. február 17-én jelenik meg, a Bad Boys 4., a további folytatás pedig 2019. július 3-ára várható. 2016. március 5-én a film bemutatóját 2017. június 2-ára tolták el. A film producerei a tervek szerint 2017 elejére ütemezték a projekt indulását. 2016. augusztus 11-én a film bemutatását ismételten elhalasztották, 2018. január 12-ig, hogy elkerüljék a box office versenyt a Wonder Woman DC Comics-filmmel. Lawrence a Jimmy Kimmel Live! interjújában azt nyilatkozta, a forgatás 2017 márciusban kezdődhet meg. 2017. február 6-án bejelentették, hogy a film megjelenésének dátumát ezúttal harmadik alkalommal halasztják el, 2018. november 9-re. Carnahan 2017. március 7-én ütemezési konfliktusok miatt távozott a filmből. 2017 augusztusában a Sony eltávolította a harmadik filmet a kiadási ütemtervükből, majd a hónap későbbi szakaszában Lawrence azt mondta, a film nem fog megvalósulni.

### Szereplőválogatás
2018 februárjában arról számoltak be, hogy mégis folytatódni fog a tervezett film elkészítése, amelyet a belga Adil El Arbi és Bilall Fallah rendez, így Will Smith és Martin Lawrence visszatérhetnek szerepükben. 2018 októberében a Variety közzétette, hogy a film végre zöld utat kapott az elkészítésre és a Sony fogja forgalmazni. 2018 decemberében arról számoltak be, hogy Joe Pantoliano, aki az előző filmekben Howard kapitányt játszotta, visszatér a karakteréhez. 2019 februárjában Kate del Castillo csatlakozott a film szereplőihez. 2019 márciusában arról számoltak be, hogy Theresa Randle, aki az előző filmekben Marcus feleségét, Theresát játszotta, szintén visszatér hasonló szerepben.

### Forgatás
A Geek Worldwide szerint a Bad Boys franchise harmadik részét 2018. novemberétől 2019. márciusáig forgatták, Miamiban és Atlantában, a megjelenés időpontja 2020. január 17.

## Folytatás
Miután a film a nyitóhétvégén sikeresen végzett (az előző két részt is meghaladva), a Sony bejelentette a negyedik rész elkészítését, amelyre Chris Bremner forgatókönyvíró visszatér. A filmet 2024-re tervezik kiadni.

## Filmzene
Számcím-(előadó)
- 1, Uptown II (feat. Farruko) (Meek Mill)
- 2, Money Fight (City Girls)
- 3, RITMO (Bad Boys For Life) (The Black Eyed Peas & J Balvin)
- 4, Future Bright (feat. Bryson Tiller) (Rick Ross)
- 5, Bad Moves (feat. Quavo & Rich The Kid) (DJ Durel)
- 6, Muévelo (Nicky Jam & Daddy Yankee)
- 7, Damn I Love Miami (Pitbull & Lil Jon)
- 8, The Hottest (Jaden)
- 9, Murda She Wrote (Buju Banton)
- 10, RITMO (Bad Boys For Life) (Remix) (The Black Eyed Peas, J Balvin & Jaden)[38]